# Академія Філліпса в Ексетері

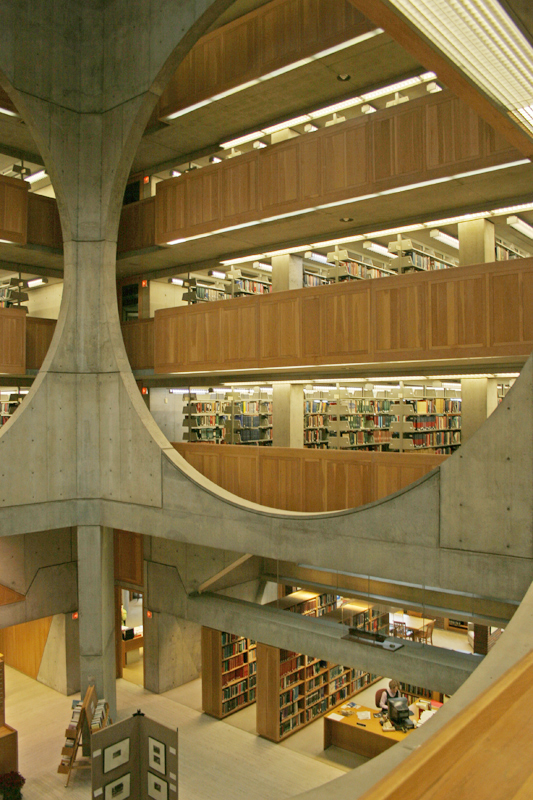
Бібліотека Випуску 1945 року

Академія Філліпса в Ексетері (часто її називають Ексетер або PEA) (англ. Phillips Exeter Academy) —  елітна приватна школа для учнів 9-12 класів. Розташована в Ексетері, штат Нью-Гемпшир, США,  це одна з найстаріших середніх шкіл у Сполучених Штатах і одна з найпрестижніших.
Школа має найбільший бюджет серед усіх шкіл-інтернатів Нової Англії, який станом на 2018 рік оцінювався в 1,3 млрд доларів.
Академію Філліпса в Ексетері відвідувала чимала кількість видатних американських політиків, але школа запровадила багато програм для урізноманітнення учнівської спільноти, як-от надання рівної можливості вступити тим, хто потребує стипендії, і тим, хто може оплатити навчання. У 2018 році понад 45% студентів отримали фінансову допомогу від грантів на загальну суму понад 22 мільйони доларів. Історично школа була дуже вибірковою, з рівнем прийому 15% на 2019–2020 навчальний рік. Приблизно 30% випускників навчаються в університетах Ліги Плюща.

## Видатні випускники

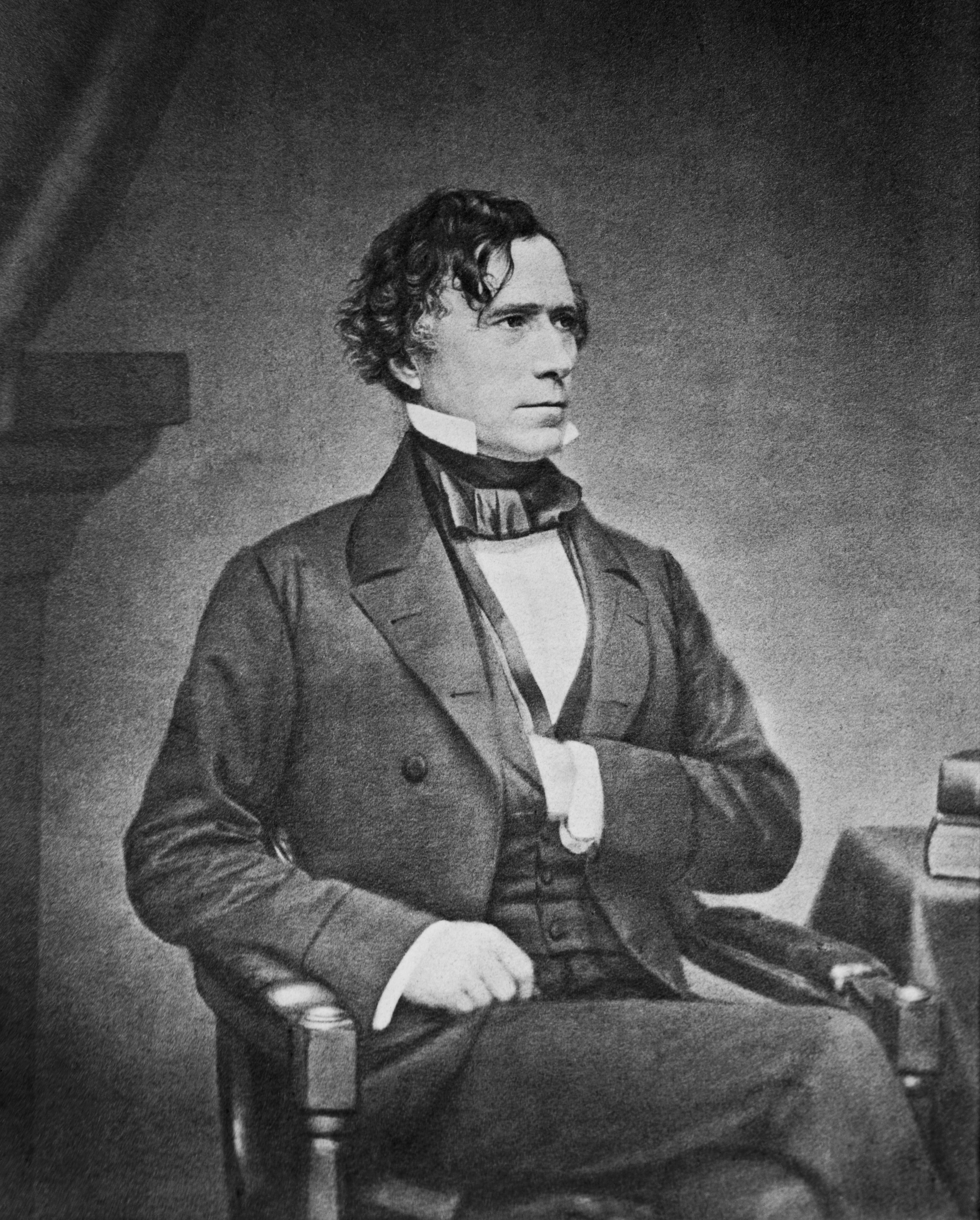
Франклін Пірс
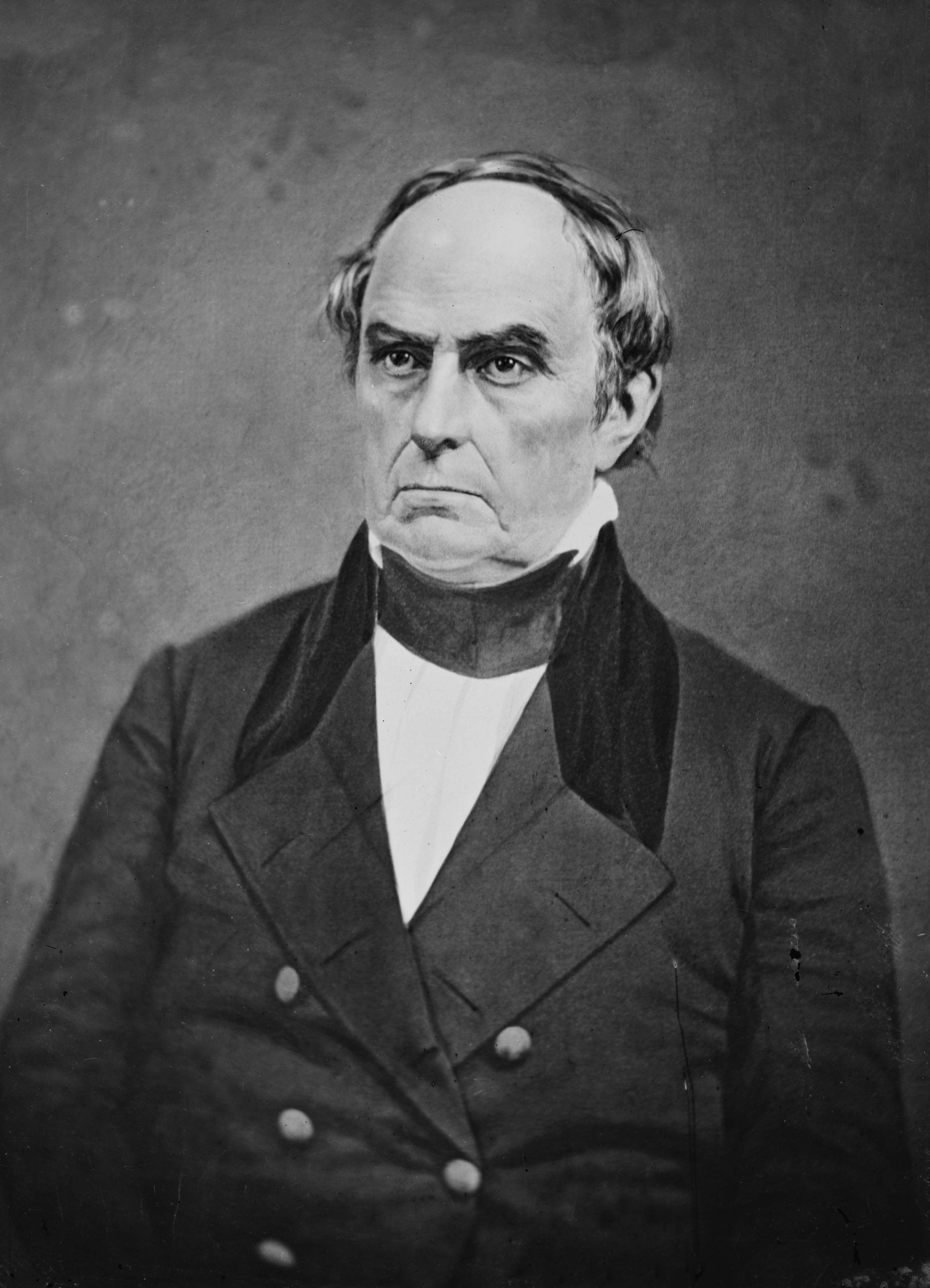
Данієль Вебстер
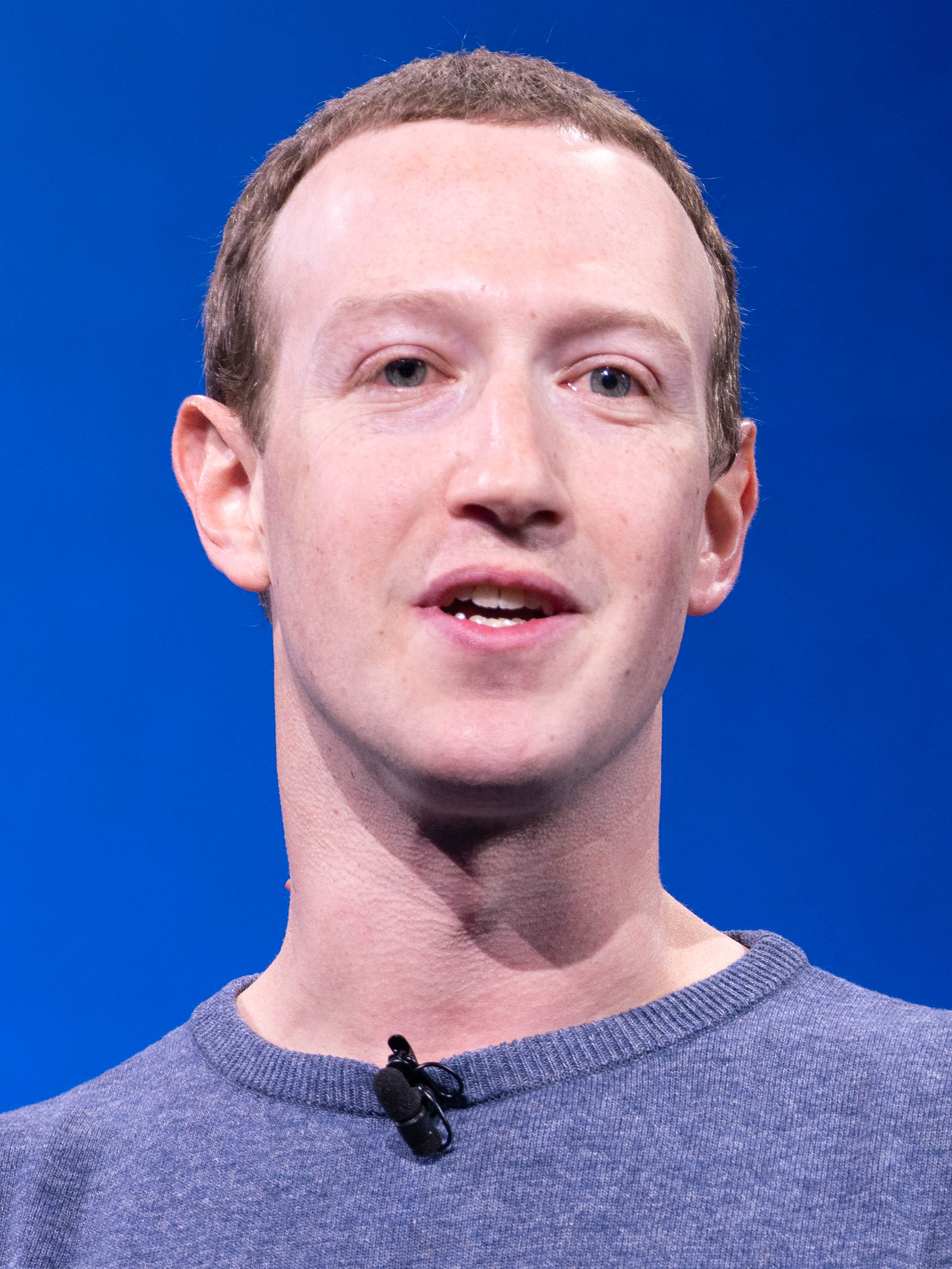
Марк Цукерберг
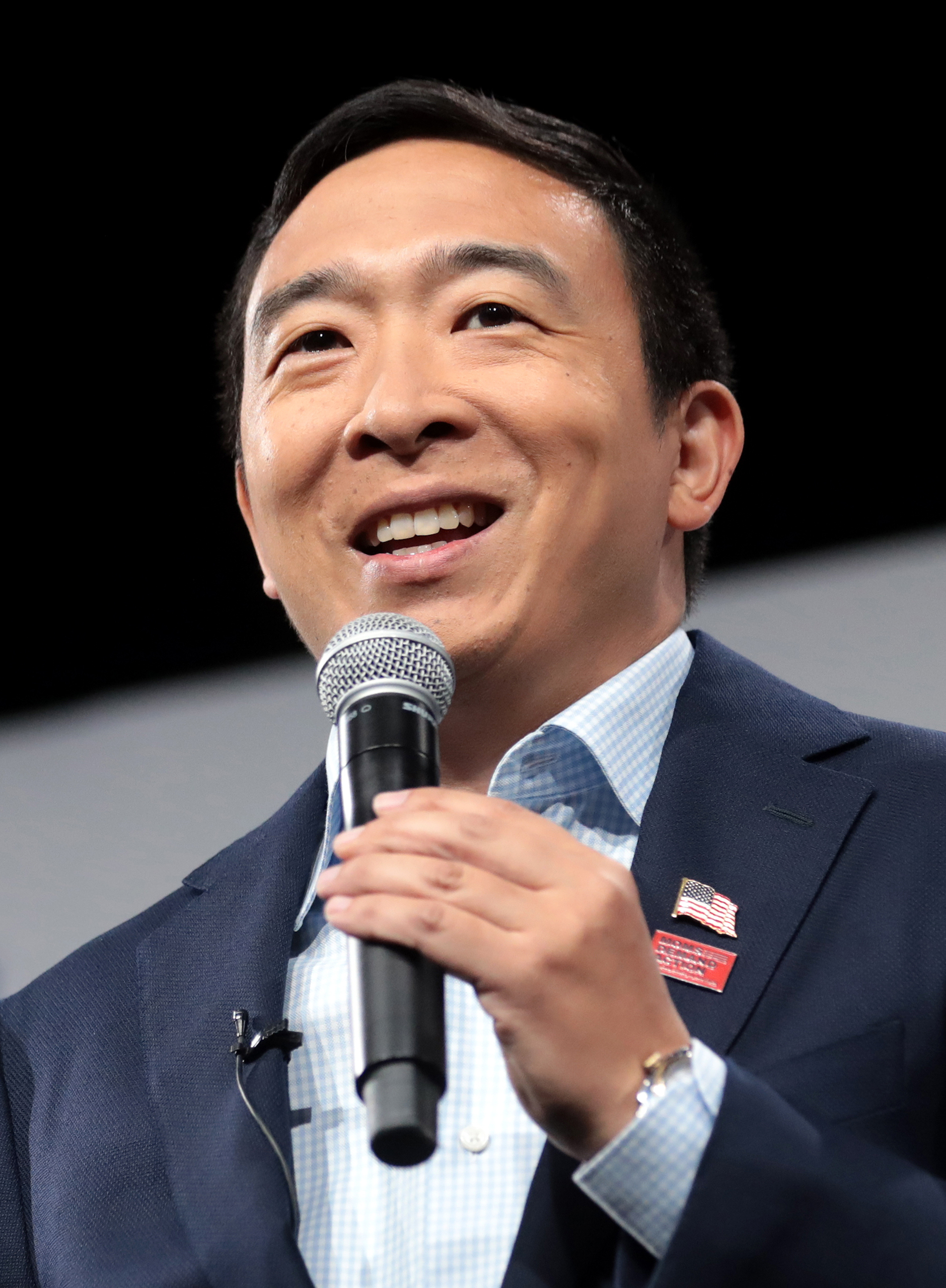
Ендрю Янг
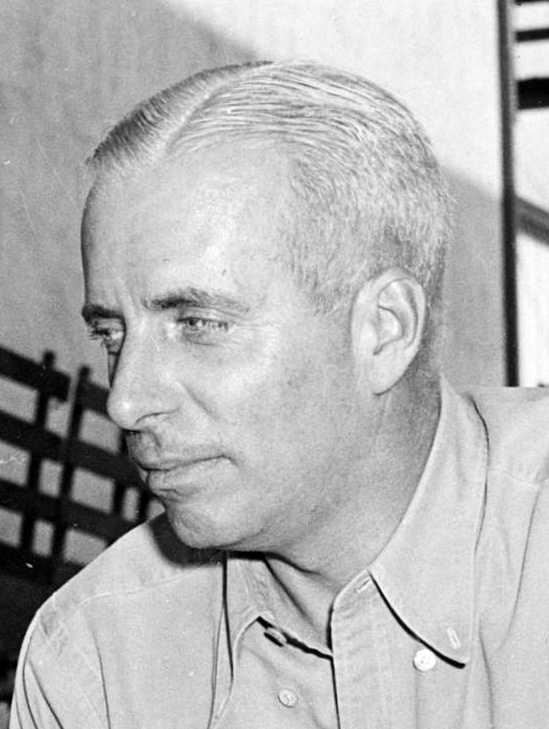
Говард Гоукс
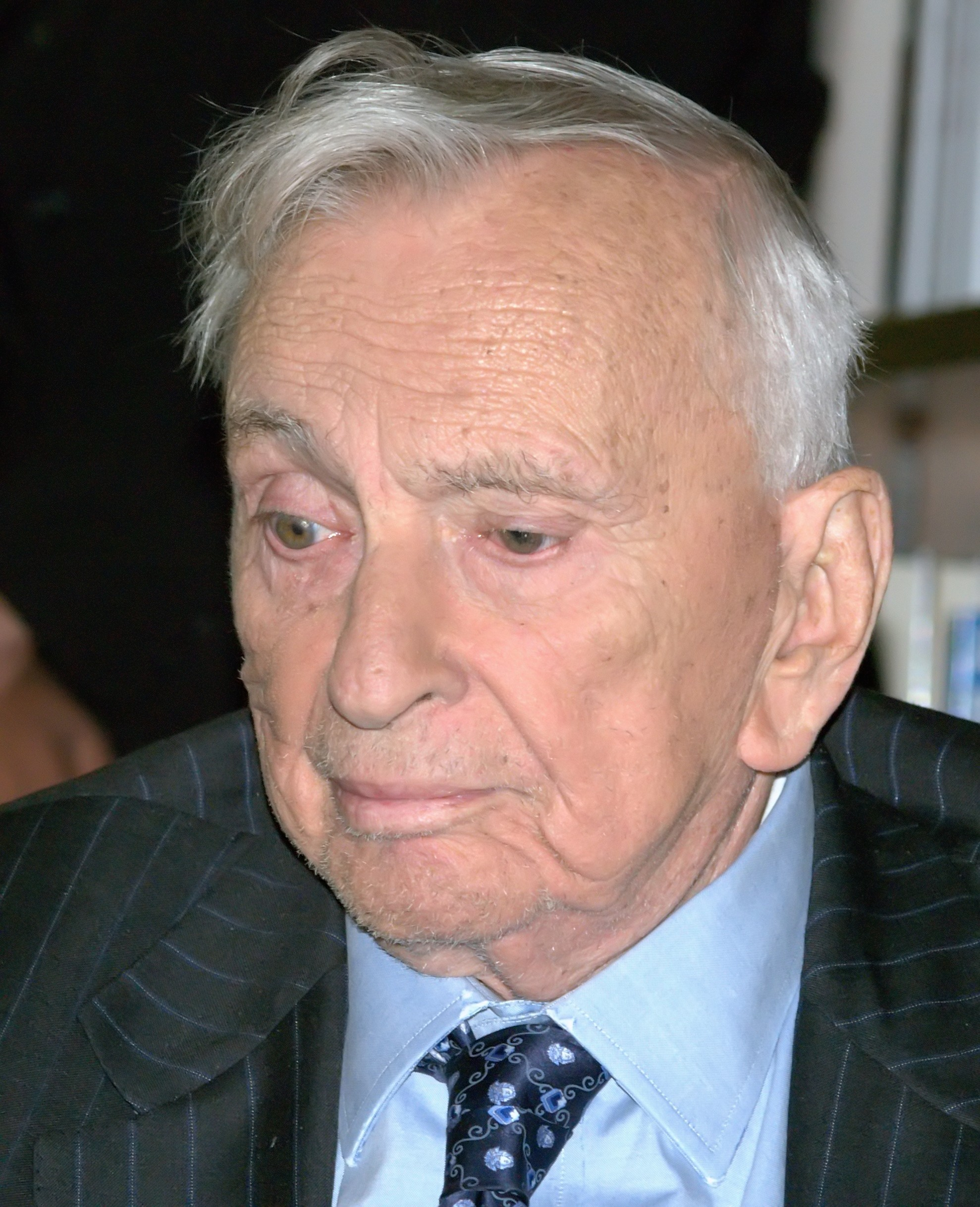
Гор Відаль
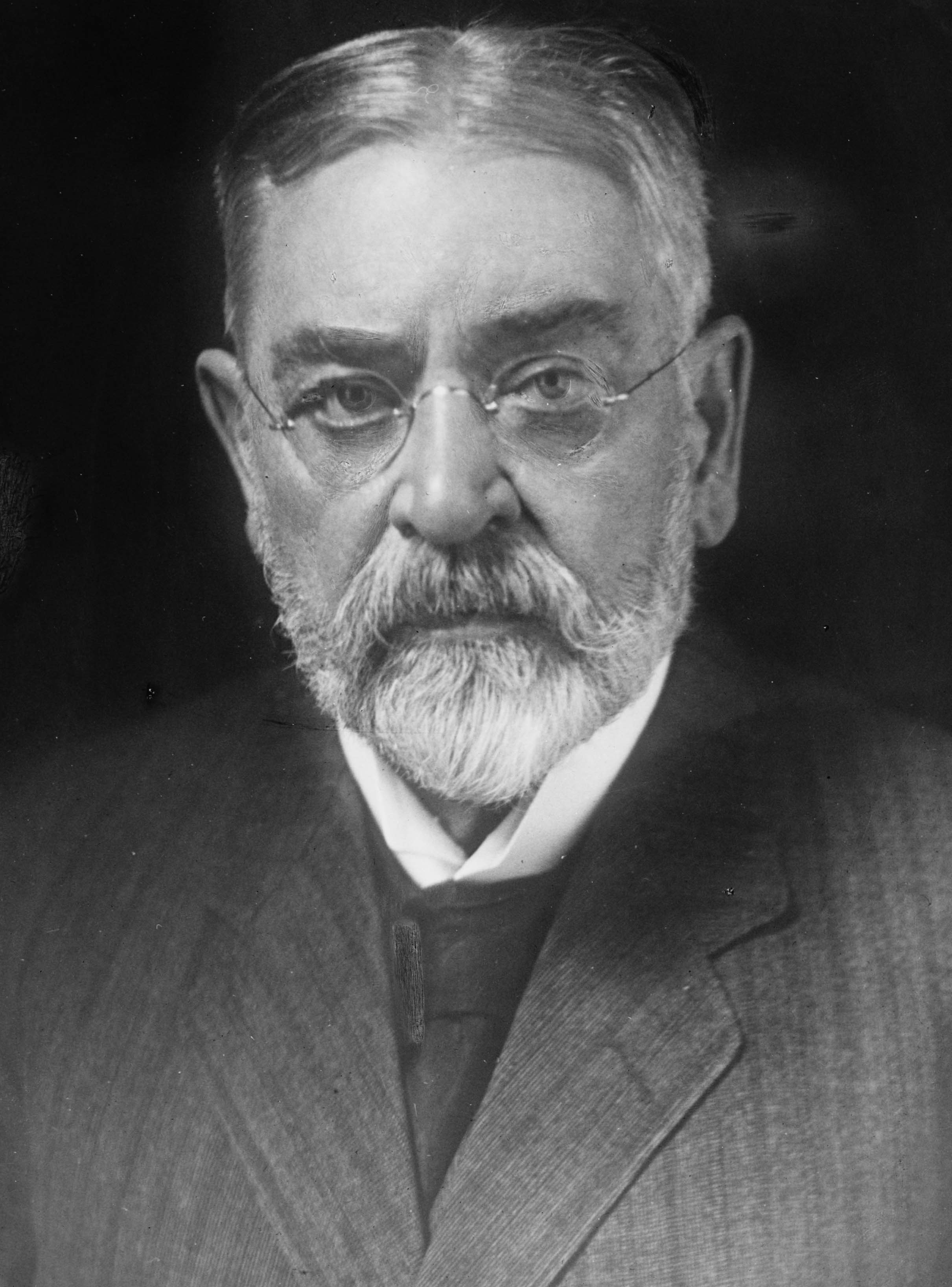
Роберт Тодд Лінкольн
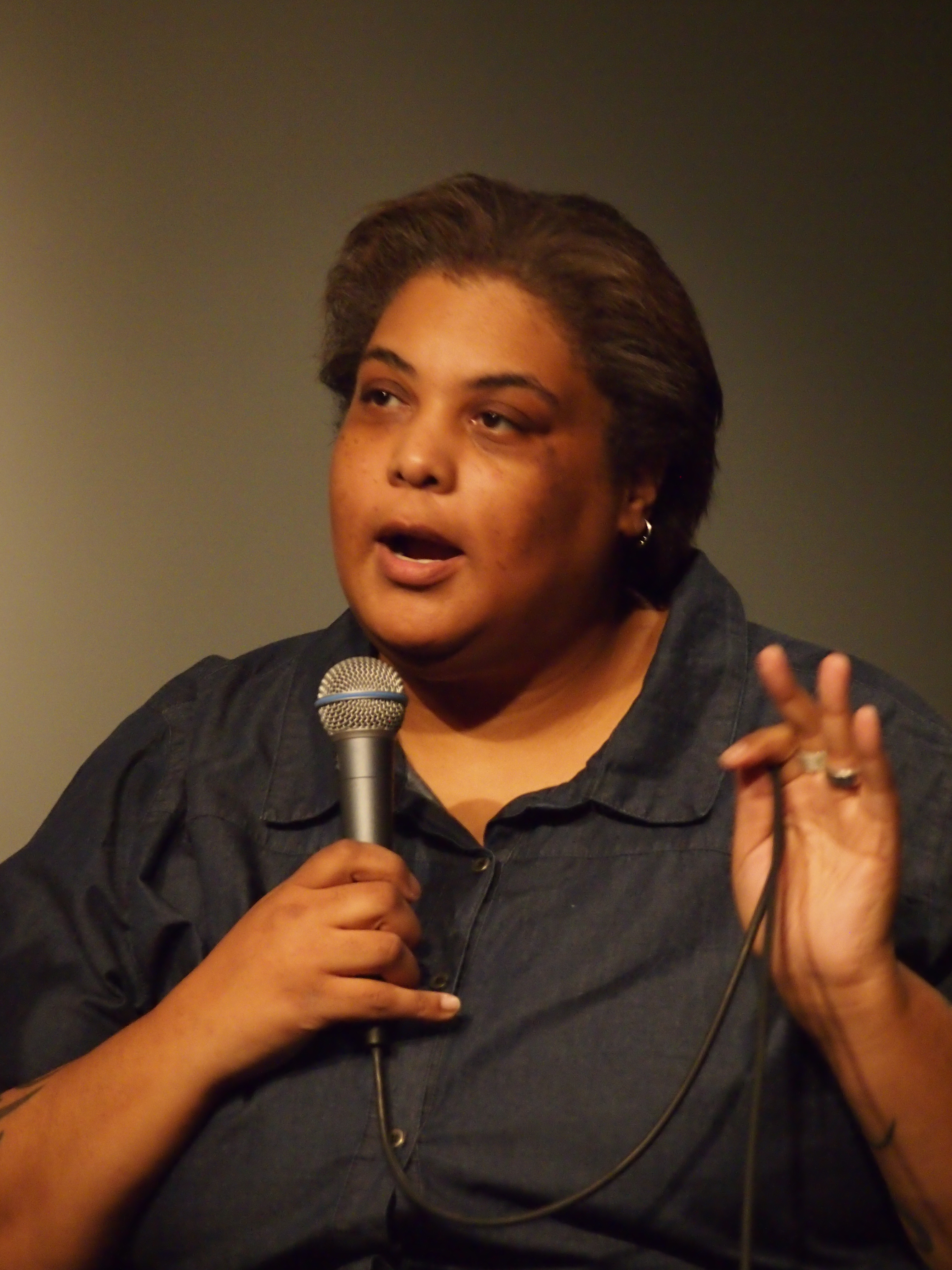
Роксан Ґей